# 藤三七雪胆
藤三七雪胆（学名：Hemsleya panacis-scandens）为葫芦科雪胆属下的一个变种。

## 扩展阅读
維基物種上的相關：藤三七雪胆